# XYZ

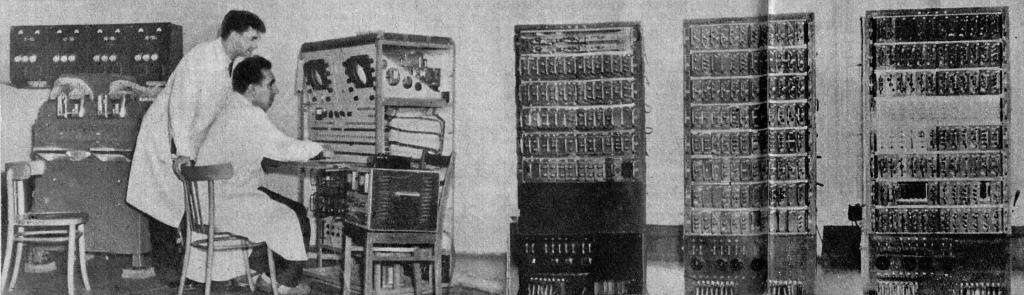
Widok ogólny przed dodaniem bębna

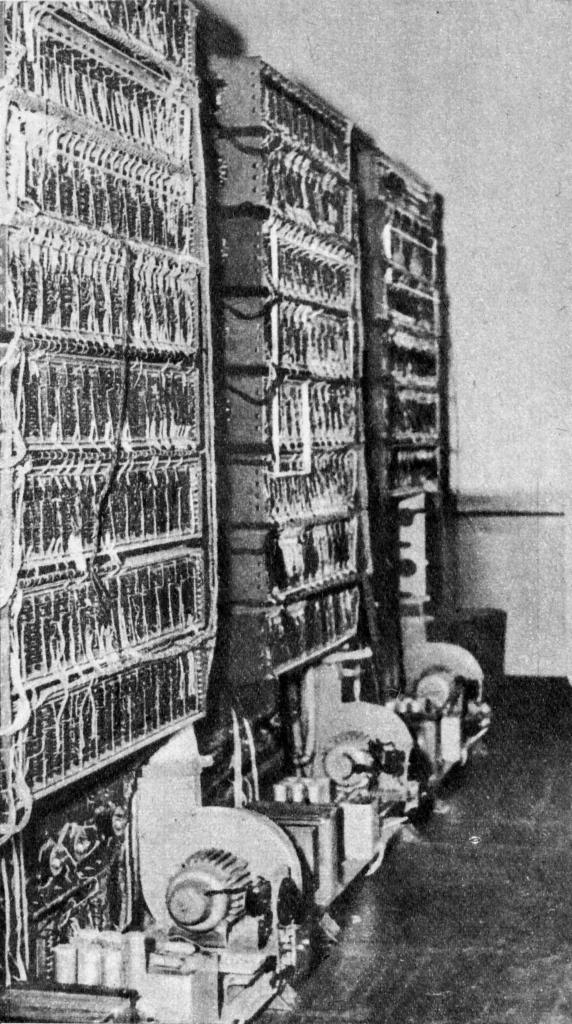
Tył arytmometru i zespołu sterowania

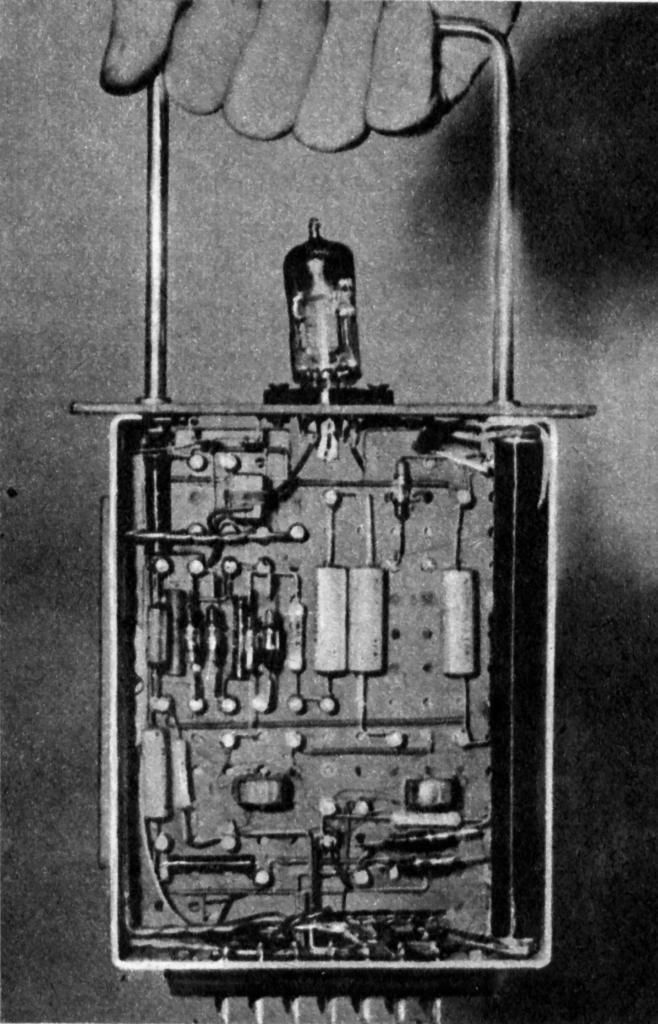
Element wtykowy z podwójnym przerzutnikiem dynamicznym.

XYZ (1958) – pierwsza Uniwersalna Maszyna Cyfrowa należąca do rodziny wczesnych komputerów, która została zbudowana i uruchomiona w Polsce jesienią 1958 roku. Wyprzedziła o kilka miesięcy EMAL-2, natomiast wcześniejszy EMAL nie został w pełni uruchomiony. Poprzedziły ją: lampowy komputer analogowy ARR oraz nieelektroniczne komputery zerowej generacji: dydaktyczny GAM-1 i użytkowy PARK.
Komputer ten zbudowany i uruchomiony został w Warszawie przy ul. Śniadeckich 8, w lokalu Biura Obliczeń i Programów Zakładu Aparatów Matematycznych PAN (późniejszego Instytutu Maszyn Matematycznych). Zespołem twórców kierował prof. dr inż. Leon Łukaszewicz (wówczas docent).
XYZ był modelem laboratoryjnym maszyny użytkowej; po późniejszych zmianach projektowych na bazie tego komputera stworzono serię maszyn ZAM-2.

## Historia
Prace nad komputerem rozpoczęto na początku 1956 roku pod przewodnictwem Romualda Marczyńskiego. Rolę kierownika przejął Leon Łukaszewicz, któremu za sprawą wiceprezesa PAN Janusza Groszkowskiego udało się wydzielić z Instytutu Matematycznego osobną jednostkę pod nazwą Zakład Aparatów Matematycznych PAN. Jesienią 1958 roku światło dzienne ujrzało XYZ – pierwsza w pełni funkcjonalna polska maszyna cyfrowa.

## Budowa
Organizacja logiczna była wzorowana na uproszczonej IBM 701, ale elektronika na dynamicznych przerzutnikach maszyny M-20 wymagających dwa razy mniej lamp. Konstrukcja przerzutników i bramek wywodziła się z EMAL, ale diody próżniowe zastąpiono germanowymi. Z maszyny EMAL po udoskonaleniu pochodziła także pamięć operacyjna.
Był dynamicznym komputerem szeregowym liczącym w arytmetyce binarnej.
Podstawowym układem logicznym był dynamiczny przerzutnik na jednej triodzie (typowo połówce lampy elektronowej) oraz diodowo-ferrytowe bramki OR oraz AND, składające się z transformatora impulsowego i ostrzowych diod germanowych.
Część rejestrów procesora była wykonana na krótkich, rtęciowych liniach opóźniających podobnych do zastosowanych w pamięci operacyjnej, ale mieszczących po jednym słowie.
Maszyna początkowo nie miała stałej pamięci, tylko RAM oparty konstrukcyjnie na opóźnieniu ultradźwięku w rurze wypełnionej rtęcią. W roku 1960 została rozbudowana o pamięć bębnową (prace nad nią rozpoczęto dwa lata wcześniej), układ wejścia-wyjścia realizowany poprzez prymitywną konsolę sterującą i reproducer kart (później czytnik/perforator taśmy).
Podstawowymi polami użytkowania XYZ były obliczenia matematyczne, jak też przeliczniki artyleryjskie na potrzeby wojska. Mimo laboratoryjno-użytkowego charakteru komputera, programista Bogdan Miś napisał dla niego w roku 1960 również program rozrywkowy – grę w kółko i krzyżyk. Choć urządzenie nie posiadało interfejsu graficznego, wykorzystywało oscyloskopy do wyświetlania stanu pamięci, co – przy odpowiednim ustawieniu jej komórek – pozwalało na wygenerowanie pożądanych kształtów. W ten sposób gracz mógł umieścić wizualną reprezentację wybranego znaku na polu siatki. XYZ doprowadzał do własnej wygranej lub remisu, gdyż w programie gry zawarto wszystkie strategie jej prowadzenia. Według Bogdana Misia bowiem [p]rzy poprawnej grze [...] zaczynający nie może przegrać. Kolejnym nienaukowym, a raczej demonstracyjnym, programem napisanym dla XYZ była animacja pieska obsikującego drzewo (również pokazana na ekranie oscyloskopu) stworzona na potrzeby wizyty ekipy filmowej, tworzącej materiał o pierwszym polskim komputerze.

## Dane techniczne
- organizacja:
  - jednoadresowy, dynamiczny komputer szeregowy o sterowaniu układowym
  - arytmetyka binarna, zapis liczb znak-moduł[3]
  - długość słowa: 36 bitów[12]
- szybkość:
  - 650–4500 operacji dodawania na sekundę (średnio około 1000)
  - 250–500 operacji mnożenia na sekundę (średnio 350)[13]
- zegar: ok. 680 kHz[12]
- pamięć:
  - operacyjna pamięć rtęciowa:
    - pojemność: 2.25 KiB – 512 słów (32 rury po 576 bitów)
    - średni czas dostępu: 0,4 ms

  - bębnowa: dodana w 1960 r.[7]
    - głowice stałe
    - pojemność: 36 KiB (64 ścieżki po 128 słów)
    - średni czas dostępu: 20 ms[12]
- urządzenia zewnętrzne: czytnik i perforator kart
- technologia: 400 lamp elektronowych i 2000 diod[9]

## Języki programowania
- język wewnętrzny maszyny
- prosty asembler PROBIN
- makroasembler SAS
- w 1962 polski język algorytmiczny SAKO[a][14].

## Zespół
- kierownik: Leon Łukaszewicz
- projekt logiczny i elektronika: Antoni Mazurkiewicz, Zdzisław Pawlak, Jerzy Fiett, Zygmunt Sawicki, Jerzy Dańda
- oprogramowanie: Antoni Mazurkiewicz, Jan Borowiec, Krzysztof Moszyński, Jerzy Swianiewicz, Andrzej Wiśniewski.

Ważniejsze maszyny matematyczne skonstruowane w Polsce w latach pięćdziesiątych: EMAL i EMAL-2, BINEG, XYZ oraz ARR.